# Burkittsville
Burkittsville – miasto w Stanach Zjednoczonych, w stanie Maryland, w hrabstwie Frederick.